# Eve Plumb

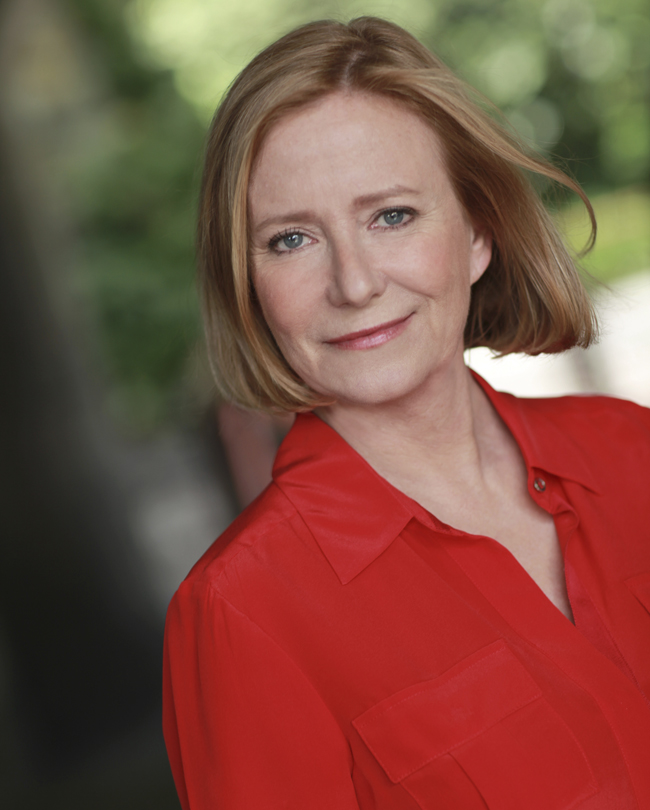
Eve Plumb (2012)

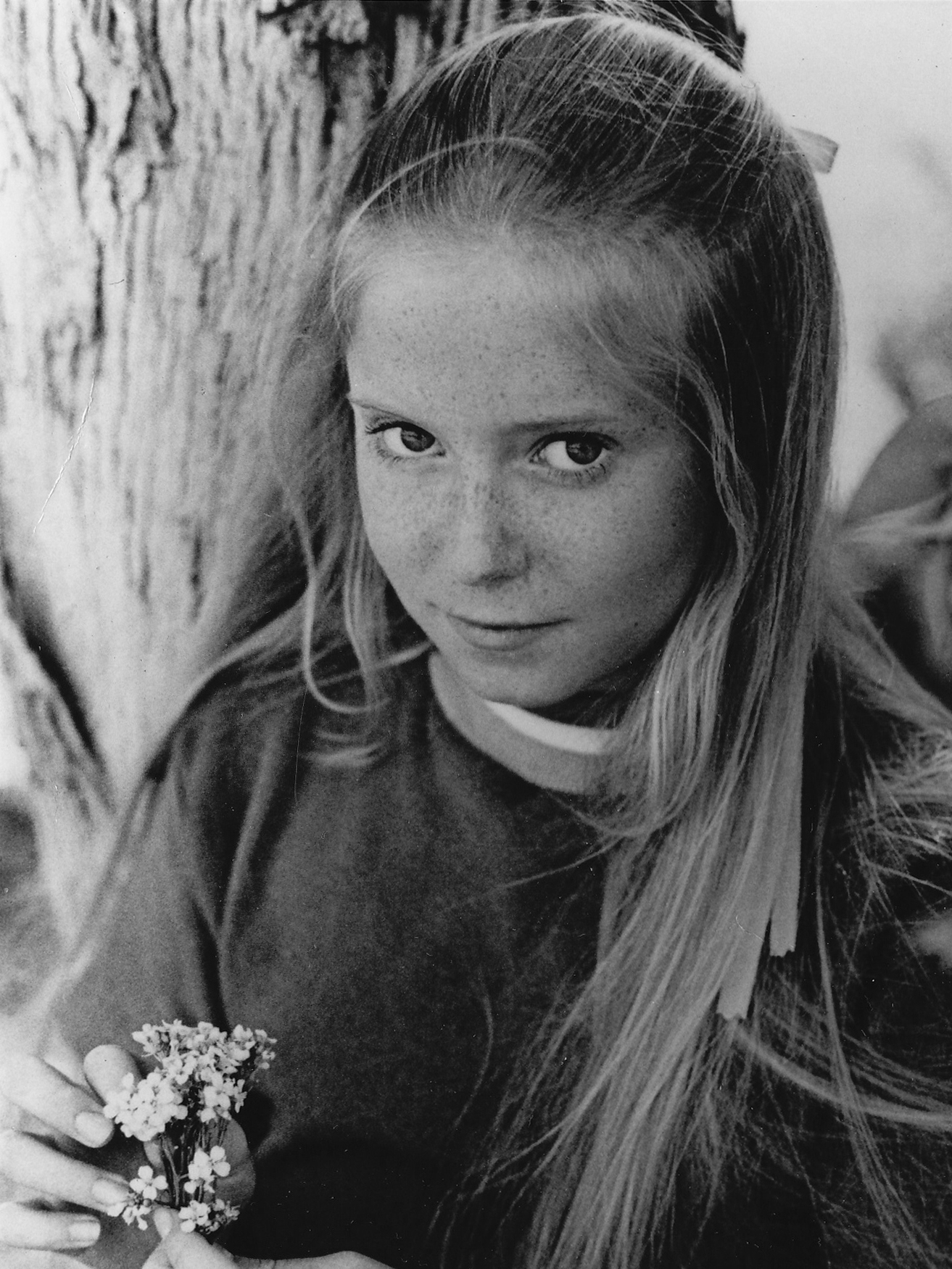
Eve Plumb (1971)

Eve Aline Plumb (* 29. April 1958 in Burbank, Kalifornien) ist eine US-amerikanische Schauspielerin.
Sie begann die Schauspielerei im Alter von acht Jahren und wurde als Jan Brady in der 1970er-Jahre-Fernsehserie Drei Mädchen und drei Jungen bekannt.

## Filmografie (Auswahl)
- 1966–1967: Big Valley (Fernsehserie)
- 1967: Dick Tracy
- 1967: Die Leute von der Shiloh Ranch (The Virginian, Fernsehserie)
- 1967: Lassie (Fernsehserie)
- 1968: Ihr Auftritt, Al Mundy (It Takes a Thief, Fernsehserie)
- 1968: Mannix (Fernsehserie)
- 1968: Lieber Onkel Bill (Family Affair, Fernsehserie)
- 1968: Lancer (Fernsehserie)
- 1969: Rauchende Colts (Gunsmoke, Fernsehserie)
- 1969–1974: Drei Mädchen und drei Jungen (The Brady Bunch, Fernsehserie)
- 1970: House on Greenapple Road
- 1972–1973: The Brady Kids (Zeichentrickserie, nur Stimme)
- 1972: The ABC Saturday Superstar Movie (Zeichentrickserie, Stimme)
- 1972: Here’s Lucy (Fernsehserie)
- 1973: The World of Sid & Marty Krofft at the Hollywood Bowl
- 1974: Sigmund and the Sea Monsters (Fernsehserie)
- 1974: Junge Schicksale (ABC Afterschool Specials) (Fernsehserie)
- 1976: Dawn: Portrait of a Teenage Runaway
- 1977: Tales of the Unexpected (Fernsehserie)
- 1977: The Force of Evil
- 1977: Alexander: The Other Side of Dawn
- 1977: Wonder Woman The New Adventures of Wonder Woman (Fernsehserie)
- 1977: Telethon
- 1978: Insight (Fernsehserie)
- 1978: Little Women
- 1978: Secrets of Three Hungry Wives
- 1978: Greatest Heroes of the Bible (Fernsehserie)
- 1978–1982: Love Boat (Fernsehserie)
- 1979–1981: Fantasy Island (Fernsehserie)
- 1981: The Brady Girls Get Married
- 1981: The Brady Brides (Fernsehserie)
- 1982: One Day at a Time (Fernsehserie)
- 1983: The Facts of Life (Fernsehserie)
- 1983: The Night the Bridge Fell Down
- 1984: Masquerade (Fernsehserie)
- 1985: Mord ist ihr Hobby (Murder, She Wrote, Fernsehserie)
- 1988: Ghettobusters (I’m Gonna Git You Sucka)
- 1988: A Very Brady Christmas
- 1989: On the Television (Fernsehserie)
- 1989: The Super Mario Bros. Super Show! (Fernsehserie)
- 1990: The Bradys (Fernsehserie)
- 1992: Yesterday Today
- 1993: The Making of ’…And God Spoke’
- 1994: Superman – Die Abenteuer von Lois & Clark (Lois & Clark, Fernsehserie)
- 1995: ABC Weekend Specials (Fernsehserie)
- 1995: Fudge (Fernsehserie)
- 1997: Nowhere
- 1997: Breast Men
- 1998: Die wilden Siebziger (That ’70s Show, Fernsehserie)
- 1999: Kill the Man
- 2003: Manfast
- 2003: All My Children (Fernsehserie)
- 2008: Zeit der Sehnsucht (Days of Our Lives, Fernsehserie)
- 2012: The Sisters Plotz (Fernsehserie)
- 2012: The Pox Show